# Princeton (Floryda)
Princeton – miejscowość spisowa w Stanach Zjednoczonych, w stanie Floryda, w hrabstwie Miami-Dade.